# 港口区
港口区（こうこう-く）は中華人民共和国広西チワン族自治区防城港市に位置する市轄区。

## 行政区画
- 街道:漁洲坪街道、白沙澫街道、沙潭江街道、王府街道
- 鎮:企沙鎮、光坡鎮